# Однажды в провинции
«Одна́жды в прови́нции» — драма российского режиссёра Кати Шагаловой, снятая в 2008 году.

## Сюжет
Текучая и размеренная жизнь глухого провинциального городка неожиданно меняется, когда в город приезжает звезда популярного телесериала Настя. Популярность пронеслась, как скорый поезд, и теперь всё сложилось так, что ей больше не к кому идти, кроме как к родной сестре Вере, но и та не очень-то ей рада: застарелый конфликт с её мужем Колей поначалу мешает Вере принять сестру и поделиться с ней, как с единственным родным человеком всем, что есть. Настя разочарована в жизни и в себе, она пытается начать всё заново.
Каждый вечер во дворе общежития собираются молодые люди и девушки. Им нечем заняться — жизнь в провинции не даёт никаких шансов. Все хотят любить, но не тех и не так. У каждого своя тайная жизнь, но проще делать вид, что ничего не происходит, даже если у лучшего друга роман с твоей женой.
С появлением в городе Насти сложные взаимоотношения друзей накаляются до предела, секреты перестают быть секретами, тайны больше не тайны — любовная горячка охватывает провинциальный город. И тогда, когда, казалось бы, всё может измениться, случайная трагедия ставит всё на привычные места.

## В ролях
- Александр Голубев — Николай Спиридонов, муж Веры
- Леонид Бичевин — Че (Михаил, друг Николая; жених Насти)
- Юлия Пересильд — Настя Звонникова, сестра Веры
- Эльвира Болгова — Вера Спиридонова, жена Николая
- Наталия Солдатова — Анжела, дочь Лены
- Айдыс Шойгу — Сергей Ким, муж Анжелы
- Любовь Толкалина — Лена, мать Анжелы
- Сахат Дурсунов — Ясир, муж Харси
- Виктория Полторак — Харси, жена Ясира
- Алексей Полуян — «Лошадь» (Виктор Сергеевич)
- Никита Щукин — Павлик, сын Николая и Веры
- Александр Ратников — Руслан Тасоев, друг Николая
- Николай Сморчков — врач
- Софья Горшкова — голос за кадром

## Съёмочная группа
- Автор сценария: Екатерина Шагалова
- Режиссёр-постановщик: Екатерина Шагалова
- Оператор-постановщик: Евгений Привин
- Художник-постановщик: Денис Бауэр
- Композитор: Алексей Шелыгин
- Постановщики трюков: Анзор Тхайцуков, Игорь Новоселов
- Продюсеры:
  - Сергей Даниелян
  - Арам Мовсесян
  - Юрий Мороз
  - Рубен Дишдишян

## Награды и примечания
Фильм — конкурсант 30-го Московского международного кинофестиваля. Удостоен приза ФИПРЕССИ.
В ленте присутствует прямое цитирование кинокартины «Трамвай „Желание“»[какой?]. Примечательно, что фильм часто относят к категории «чернуха». Леонид Бичевин и Алексей Полуян уже снимались вместе в ленте «Груз 200», которая также относится к современной «чернухе». В свою очередь, Александр Голубев снимался в кинокартине «Кремень», которую тоже относят к этой категории.
Е. Кончаловский в 2011 году замечал, что ему «очень понравился» этот фильм.

## Факты
- В качестве музыкального лейтмотива в ленте звучит композиция «Белые розы» в исполнении солиста группы «Ласковый май» Юры Шатунова.